# 사우스스태퍼드셔

사우스스태퍼드셔의 위치

사우스스태퍼드셔(영어: South Staffordshire)는 잉글랜드 스태퍼드셔주에 위치한 비도시 자치구로 중심 도시는 코드솔이며 인구는 110,692명(2014년 기준), 면적은 407.3km2이다.